# Vladimir Petković
Vladimir Petković (nacido el 5 de marzo de 1963 en Sarajevo) es un exfutbolista y entrenador de fútbol nacido en la antigua Yugoslavia, en el territorio de la actual Bosnia-Herzegovina, y de origen croata. Actualmente dirige a la selección de Argelia.
Tiene tres nacionalidades: la bosnia (por ius soli), la croata (por ius sanguinis) y la suiza. Habla varios idiomas, además de su serbocroata materno: el italiano, el francés, el español, el alemán y el ruso.

## Carrera como entrenador
Inicios

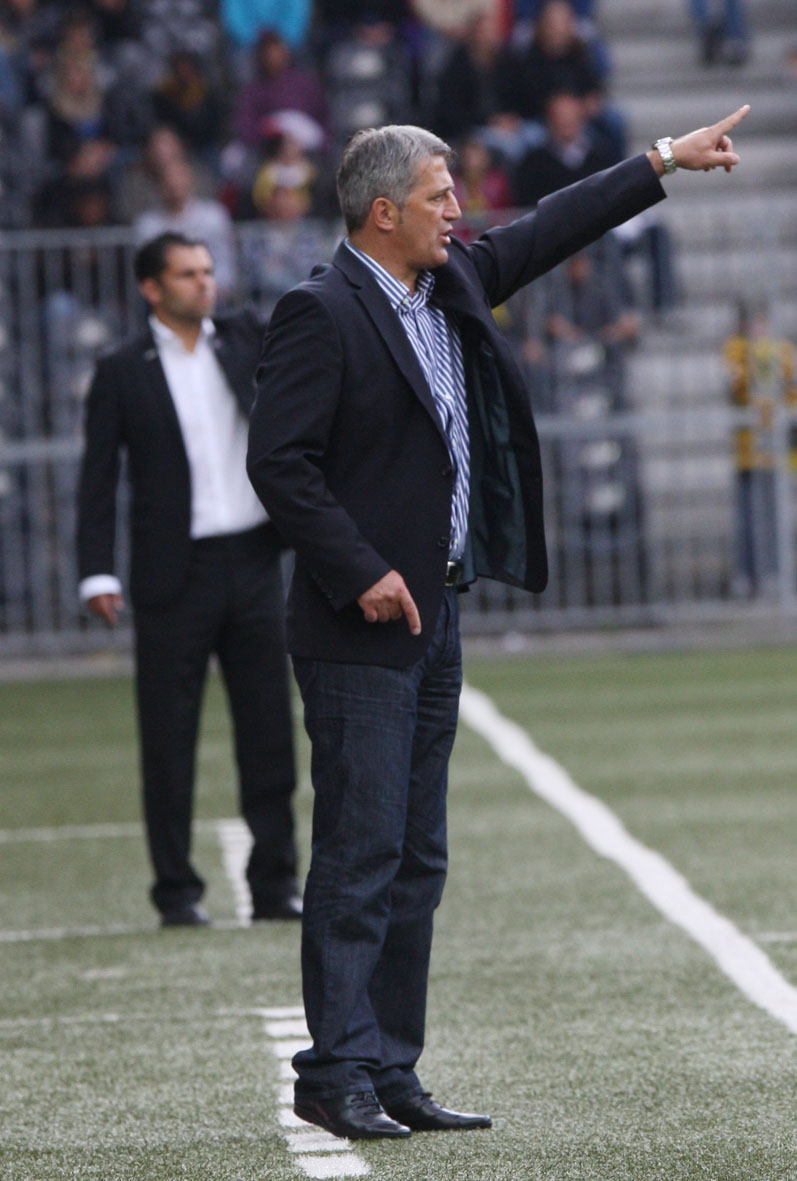
Petković en 2009.

Ha desarrollado gran parte de su carrera de entrenador entrenando a equipos de Suiza. Comenzó siendo jugador-entrenador del AC Bellinzona en 1997. Luego pasó por el FC Malcantone Agno y por el FC Lugano.
Dirigiendo nuevamente al AC Bellinzona, consiguió llevar a dicho equipo a la Primera División de Suiza y a la final de la Copa.
BSC Young Boys
El BSC Young Boys le fichó en 2008, y logró terminar subcampeón en 2009. En mayo de 2011 fue despedido por tener al equipo tercero y muy alejado de los dos contendientes al título.
Samsunspor
En verano de 2011, se convirtió en el nuevo entrenador del Samsunspor de la Süper Lig de Turquía, pero dimitió en enero de 2012, con el equipo en puestos de descenso.
FC Sion
El 15 de mayo de 2012, se hizo cargo del FC Sion de Suiza hasta final de temporada.
SS Lazio
El 2 de junio de 2012, fue nombrado técnico de la Lazio para dos temporadas. En su primera campaña al frente del equipo romano terminó 7.º en la Serie A, pero ganó la Coppa Italia (1-0 a la Roma en la final).
El 4 de enero de 2014, fue destituido como entrenador de la Lazio. El club alegó una pérdida de confianza en el trabajo del técnico, que dejó al equipo italiano en 10.º puesto con 20 puntos tras 17 jornadas de la Serie A, siendo reemplazado por el que fuera su antecesor, Edoardo Reja.
Selección de Suiza
El 23 de diciembre de 2013, se confirmó que sería el nuevo seleccionador de Suiza después del Mundial de Brasil, sustituyendo a Ottmar Hitzfeld. Al frente del conjunto helvético, consiguió la clasificación para la Eurocopa 2016; torneo en el que sus pupilos fueron eliminados por Polonia, que se impuso en la tanda de penaltis de octavos de final. También se clasificaron para el Mundial de Rusia, donde alcanzaron los octavos de final, ronda en la que fueron derrotados por Suecia por la mínima (1-0). Posteriormente, en la Eurocopa 2020, Suiza llegó hasta los cuartos de final, cayendo contra España en la tanda de penaltis.
Girondins de Burdeos
El 27 de julio de 2021, se desvinculó de la selección suiza y se incorporó al FC Girondins de Bordeaux como nuevo entrenador para los 3 próximos años. Sin embargo, el 7 de febrero de 2022, el club anunció su destitución debido a los malos resultados, ya que el equipo francés era el penúltimo clasificado tras 23 jornadas de la Ligue 1.
Selección de Argelia
El 29 de febrero de 2024, fue oficializado como entrenador de Argelia.

## Clubes

### Como jugador
| Club               | País       | Año       |
| ------------------ | ---------- | --------- |
| FC Sarajevo        | Yugoslavia | 1981-1984 |
| FC Rudar Prijedor  | Yugoslavia | 1984-1985 |
| FC Sarajevo        | Yugoslavia | 1985      |
| NK Koper           | Yugoslavia | 1985-1986 |
| FC Sarajevo        | Yugoslavia | 1986-1987 |
| FC Coire 97        | Suiza      | 1987-1988 |
| FC Sion            | Suiza      | 1988-1989 |
| FC Martigny-Sports | Suiza      | 1989-1990 |
| FC Coire 97        | Suiza      | 1990-1993 |
| AC Bellinzone      | Suiza      | 1993-1996 |
| FC Locarno         | Suiza      | 1996-1997 |
| AC Bellinzona      | Suiza      | 1997-1998 |
| SC Buochs          | Suiza      | 1998-1999 |

### Como entrenador
| Club                  | País    | Año       | PJ  | PG  | PE  | PP  | Efectividad |
| --------------------- | ------- | --------- | --- | --- | --- | --- | ----------- |
| AC Bellinzona         | Suiza   | 1997-1998 | 30  | 12  | 7   | 11  | 47.78%      |
| Malcantone Agno       | Suiza   | 1999-2004 | 166 | 86  | 42  | 38  | 60.24%      |
| Lugano                | Suiza   | 2004-2005 | 36  | 14  | 10  | 12  | 48.15%      |
| AC Bellinzona         | Suiza   | 2005-2007 | 135 | 72  | 28  | 35  | 60.24%      |
| BSC Young Boys        | Suiza   | 2008-2011 | 131 | 78  | 21  | 32  | 64.88%      |
| Samsunspor            | Turquía | 2011-2012 | 22  | 4   | 7   | 11  | 28.79%      |
| Sion                  | Suiza   | 2012      | 4   | 1   | 0   | 3   | 25%         |
| SS Lazio              | Italia  | 2012-2013 | 81  | 37  | 22  | 22  | 54.73%      |
| Selección de Suiza    | Suiza   | 2014-2021 | 78  | 41  | 18  | 19  | 60.25%      |
| Girondins de Bordeaux | Francia | 2021-2022 | 25  | 5   | 8   | 12  | 30.67%      |
| Selección de Argelia  | Argelia | 2024-Act. | 21  | 12  | 7   | 2   | 68.25%      |
| Total                 | Total   | Total     | 729 | 362 | 170 | 197 | 57.43%      |